# Docodesmus semiseptus
Docodesmus semiseptus är en mångfotingart som beskrevs av Loomis 1936. Docodesmus semiseptus ingår i släktet Docodesmus och familjen fingerdubbelfotingar. Inga underarter finns listade i Catalogue of Life.